# Chante mon frère, aide-moi à chanter
 (mars 2022).
Pour plus de détails, voir Fiche technique et Distribution.
Chante mon frère, aide-moi à chanter (Canta Meu Irmao, Ajuda-Me a Cantar) est un film mozambicain réalisé par Jose Cardoso, sorti en 1982.

## Synopsis
Jose Cardoso filme le patrimoine musical traditionnel du Mozambique et montre comment il a aidé le pays à s'approprier son identité nationale.

## Fiche technique
- Titre : Chante mon frère, aide-moi à chanter
- Titre original : Canta Meu Irmao, Ajuda-Me a Cantar
- Réalisation : Jose Cardoso
- Pays :  Mozambique
- Genre : Documentaire
- Durée : 69 minutes
- Dates de sortie : 
  -  Mozambique : 1982